# Steele-rapporten
Steele-rapporten, også kendt som Trump-Rusland-rapporten (på engelsk: Steele-dossier eller Trump–Russia dossier) er en privat efterretningsrapport skrevet af den tidligere britiske efterretningsofficer Christopher Steele fra juni til december 2016. Rapporten er en 35-siders lang ufærdig rapport, som indeholder en samling rå efterretnings-informationer fra forskellige anonyme kilder kendt af Christopher Steele. Rapporten indeholder bl.a. beskyldninger om en sammensværgelse mellem Donald Trumps præsidentkampagne og Ruslands regering. Ligeledes hævder rapporten, at Vladimir Putin skulle have haft kompromat på Trump, hvorfor førstnævnte skulle have afpresset og derved have en vis form for kontrol over Trump. En af de mest sensationelle påstande i rapporten omhandler, at Rusland angiveligt skulle være i besiddelse af en video (kompromat), hvor Trump angiveligt befinder sig i præsidentsuite i Ritz-Carlton Hotel i Moskva i 2013 omgivet af prostituerede, der udføre et såkaldt golden showers (urinere) på værelsets seng, mens Trump angiveligt skulle have overværet dette show. Steele-rapporten har spillet en central rolle i de efterfølgende beskyldninger om russisk indblanding i USA's præsidentvalg i 2016 og Robert Mullers senere Ruslands-undersøgelse (2017-2019). Der er ingen af de centrale påstande i Steele-rapporten, som er blevet verificeret eller bekræftet. Tværtimod er der flere af rapportens påstande, som er blevet afkræftet. Ligeledes er flere af rapportens centrale kilder enten selv anklaget for lyve, eller også beskylder de Christopher Steele for at overdrive eller udlægge deres informationer fejlagtigt.
Rapporten er oprindeligt bestilt og udarbejdet til det private amerikanske efterforskningsfirma Fusion GPS, som i juni 2016 hyrede Steele til at udarbejde rapporten. Forinden, i oktober 2015, var Fusion GPS blevet kontaktet af det konservative medie, The Washington Free Beacon, som ønskede at indhente ufordelagtige oplysninger på nogle politiske modstandere, heriblandt Donald Trump og andre republikanske præsidentkandidater. Mediet hyrede derfor Fusion GPS til at udarbejde research på disse oppositionspolitikere (på engelsk kaldet: "opposition research" eller blot "oppo research"). Uafhængigt af dette hyrede en advokat for Hillary Clintion's kampagne ogDemocratic National Committee (DNC) i april 2016 ligeledes Fusion GPS til at undersøge Trump. The Washington Free Beacon afsluttede efterfølgende, i maj 2016, samarbejdet med Fusion GPS. DNC benægtede kendskab til, at en af deres advokater havde været i kontakt med Fusion GPS. Ligeledes hævdede Steele, at han ikke indledningsvis havde kendskab til, at det var Clinton-kampagnen, der var den endelige modtager af hans research. Fusion GPS' samarbejde med DNC og Clinton-kampagnen ophørte, efter Trump var blevet valg til præsident i november 2016. Steele forsatte dog efterfølgende sit arbejde med at undersøge Trump og blev angiveligt i denne periode betalt direkte af Fusion GPS' med-grundlægger, Glenn R. Simpson. Mens Steele udarbejde rapporten, videregav han nogle af sin oplysninger til både den britiske og amerikanske efterretningstjeneste.
Et udkast af Steele-rapporten blev offentliggjort af mediet BuzzFeed d. 10. januar 2017, hvori det blev noteret, at rapportens oplysningerne ikke var blevet bekræftet. Som følge heraf kritiserede flere medier BuzzFeed's beslutning om at offentliggøre rapporten, uden at have verificeret beskyldningerne forinden, mens andre medier forsvarede BuzzFeed's beslutning. Steele-rapporten havde forinden BuzzFeed's offentliggørelse cirkuleret blandt andre medier i efteråret 2016, men fordi disse medier ikke havde kunne verificere og bekræfte rigtigheden af rapportens indhold, havde de undladt at publicere rapporten.
Steele-rapporten har været genstand for flere konspirationsteorier. En konspirationsteori – der blev fremmet af bl.a. Trump og mange af hans støtter – var, at det var Steele-rapporten, der udløste og åbnede FBI's "Crossfire Hurricane". Denne FBI-undersøgelse blev derimod igangsat d. 31. juli 2016, som følge af et Trump-kampagnemedlems, George Papadopoulos, påstande om, at russere havde skadeligt materiale om Trumps modkandidat Hillary Clinton. Dog spillede Steele-rapporten en central rolle i ansøgningsprocessen til at få tildelt en kontroversiel FISA-warrant mod Carter Page (et andet medlem af Trump-kampagnen) i oktober 2016. Ligeledes indeholdte Mueller-rapporten referencer til dele af Steele-rapportens beskyldninger, omend Mueller-rapporten undlod at referere nogle af Steele-rapportens mere sensationelle påstande. Mueller-rapporten afvist dog en af Steele-rapportens konkrette beskyldninger, som omhandlede at Michael Cohen (Trumps tidligere personlige advokat) skulle have været i Prag.
I forbindelse med Steele-rapportens offentliggørelse i begyndelsen af 2017 fordømte Donald Trump den som "fake news" og en "politisk heksejagt". En af rapportens primære kilder sagde i januar 2017, at Steele havde udlagt visse informationer fejlagtigt eller overdrevet dem. Den 4. november 2021 anklagede specialanklager, John Durham, en af Steele-rapportens centrale kilder – Igor Danchenko – for at have løjet fem gange overfor FBI i forbindelse med undersøgelse af oprindelsen af FBI's Trump-Rusland-undersøgelse. Trumps udsagn om at Steele-rapportens påstande skulle være usande er således i overvejende grad blevet bekræftet. Ligeledes har flere personer kritiseret både FBI's og flere mediers behandling af Steele-rapporten – særligt deres manglende kritiske tilgang til rapporten.

## Baggrund
Rapporten består af 17 memoer (35 sider) baseret på rapporter fra unavngivne efterretningskilder, der er kendt af rapportens forfatter Christopher Steele. Steele er en tidligere leder af det russiske afdeling for Britiske efterretningstjeneste (MI6), og udarbejdede rapporten for det private efterforskningsfirma Fusion GPS.
Rapporten hævder, at Trump-kampagnemedlemmer og russiske operatører har konspireret for at blande sig i valget til fordel for Trump. Den hævder også, at Rusland forsøgte at skade Hillary Clintons kandidatur, herunder deling af negativ information om Clinton med Trump-kampagnen. Andre anklager er at Putin har "kompromat" om Trump, afpresser ham, og derved har en vis form for kontrol over Trump som skaber et national sikkerhedsproblem for USA.
Problemet var alvorligt nok til, at Ynet, en israelsk online nyhedswebsted, rapporterede den 12. januar 2017, at amerikansk efterretning rådede israelske efterretningsofficerer om at være forsigtige med at dele information med den indkommende Trump-administration, indtil muligheden for russisk indflydelse over Trump, antydede af Steeles rapport er blevet undersøgt fuldt ud.
Rapporten blev offentliggjort i sin helhed af BuzzFeed den 10. januar 2017. Flere mainstream-medier kritiserede BuzzFeeds beslutning om at frigive den uden at verificere dens påstande, mens andre forsvarede dens frigivelse inkluderende domme fra to retssager, som forsvarede BuzzFeeds privilegium til at offentliggøre og offentlighedens ret til at vide om beskyldningerne mod Trump.

## Historie og finansiering
Det konservative politiske websted The Washington Free Beacon indgik i oktober 2015 kontrakt med firmaet Fusion GPS for at udføre en generel politisk oppositionsforskning om Trump og andre republikanske præsidentkandidater, men afsluttede kontrakten i maj 2016.
I april 2016 indgik en advokat for Hillary Clintons præsidentkampagne og den Demokratiske nationale udvalg (DNC) en kontrakt med firmaet Fusion GPS (samme firma som ovenstående) for at fortsætte oppositionsforskningen, men kun på Trump personligt.
I juni 2016 havde Fusion GPS brug for særlig hjælp og indgik en aftale med Christopher Steeles firma, Orbis Business Intelligence, om at forske og udarbejde en rapport om Trump. Fusion GPS gav Steele "ingen specifikke marcheringsordrer ud over dette grundlæggende spørgsmål: 'Hvorfor forsøgte Mr. Trump gentagne gange at gennemføre aftaler i en notorisk korrupt politistat, som de fleste seriøse investorer undgår?'"
Da Clinton-kampagnen indirekte havde ansat Steele, oprettede advokaten en "juridisk barriere" ved at fungere som en "firewall" imellem undersøgelsens involverede instanser. Derfor kunne DNC-embedsmænd senere benægte al kendskab til, at deres advokat havde indgået kontrakt med Fusion GPS, og Steele hævdede, at han ikke var klar over, at Clinton-kampagnen var modtageren af hans forskning indtil flere måneder efter at han havde indgået kontrakten med Fusion GPS. Efter Trumps valg som præsident ophørte finansieringen til Fusion GPS fra Clinton og DNC, men Steele fortsatte sin forskning, og blev efter sigende betalt direkte af Fusion GPS-medstifter Glenn R. Simpson.
I slutningen af august eller begyndelsen af september, Federal Bureau of Investigation (FBI) bad Steele om "alle oplysninger, som han var i besiddelse af, og for ham at forklare, hvordan materialet var blevet samlet, og at identificere hans kilder. Den tidligere spion fremsendte flere memos til bureauet - hvoraf nogle henviste til medlemmer af Trumps indre cirkel. Efter dette punkt fortsatte han med at dele information med FBI." Mens han udarbejdede rapporten, Steele blev ved med at sende information til både britiske og amerikanske efterretningstjenester.
Kontrasten mellem Steeles bestræbelser på at spionere mod russerne og Trumps bestræbelser på at samarbejde med dem er blevet bemærket. Steven L. Hall, tidligere CIA-chef for Ruslands operationer, har kontrasteret Steeles metoder med dem fra Donald Trump Jr., der søgte information fra en russisk advokat på et møde i Trump Tower i juni 2016: "Distinksjonen: Steele spionerede mod Rusland for at få information Rusland ønskede ikke frigivet; Don Jr tog et møde med dem for at få information, som russerne ønskede at give." Jane Mayer henviste til det samme møde og kontrasterede forskellen i reaktioner på russiske forsøg på at støtte Trump: Da Trump Jr. blev tilbudt "snavs" på Clinton som "en del af Rusland og dens regerings støtte til Mr. Trump," i stedet for "at gå til FBI, som Steele havde gjort, da Trumps søn fik at vide at Rusland hjalp Trump, accepterede han støtten ved at svare: "Hvis det er, hvad du siger, elsker jeg det ..."
I alt betalte Perkins Coie [advokatens firma] Fusion GPS 1,02 millioner dollars i gebyrer og udgifter, hvoraf Fusion GPS betalte Orbis [Steeles firma] $168.000 for at fremstille rapporten. DNC- og Clinton-kampagnen afslørede det samlede beløb der blev betalt til Perkins Coie i kampagnefinansieringsrapporter.

## Påstande og benægtelser
Rapporten beskriver to forskellige hemmelige russiske operationer. Det første var et forsøg, der varede i mange år, på at finde måder at påvirke Trump på, sandsynligvis ikke så meget for at gøre ham til en kendt russisk agent, men mest sandsynligt at gøre ham til en kilde, som russerne kunne bruge. Denne operation brugte kompromat (russisk: kort for "kompromitterende materiale") og lokkende tilbud om forretningsaftaler. Den anden operation forekommer for nylig og involverede kontakter med Trumps repræsentanter under kampagnen for at diskutere hacking af DNC og Podesta.
Rapporten indeholder flere påstande og beskyldninger om dårlig opførsel og sammensværgelse mellem Donald Trumps præsidentkampagne og Ruslands regering som en del af den beviste russiske indblanding i USAs præsidentvalg i 2016 (en).
Nogle påstande er offentligt bekræftet, andre ubekræftet, men ingen er blevet modbevist ifølge James Clapper (tidligere direktør for national efterretning og Defense Intelligence Agency). Shepard Smith, værten for den normalt Trump-venlige Fox News, har udtalt: "Intet af rapportens indhold, så vidt Fox News ved, er blevet modbevist." I nogle tilfælde er offentlighedens muligheder for at fastslå rigtigheden af påstandene blevet hindret fordi informationen er klassificeret "hemmelig" af efterretningsvæsenet.
Ifølge ledende medlem af House Intelligence Committee Adam Schiff handler en stor del af rapportens indhold om russiske bestræbelser på at hjælpe Trump, og disse påstande "viste sig at være sande".
Rapporten hævder at Putin afpresser Trump, da han skulle være i besiddelse af "kompromat" der vedrører påstået betalt bestikkelse og eksistensen af "pinligt materiale" på grund af Trumps engagement i "perverse seksuelle handlinger" og "uortodoks adfærd" i Rusland, some angiveligt er blevet filmet og optaget af FSB. I den forbindelse siges det at Kreml havde lovet Trump, at de ikke ville bruge kompromatten mod ham betinget af forsættelse af de "høje niveauer af frivilligt samarbejde, der kommer fra hans hold."
Trump og Putin har gentagne gange benægtet påstandene, og Trump har mærket rapporten "miskrediteret", "debunked", "fiktiv" og "fake news", et udtryk Trump bruger for "ting, han ikke kan lide". David A. Graham fra The Atlantic har bemærket, at på trods af Trumps "mantra om, at 'der ikke var noget samarbejde' ... er det tydeligt, at Trump-kampagnen og senere overgang var ivrige efter at samarbejde med Rusland og at holde det hemmeligt."

## Pålidelighed og modtagelse
Steeles omdømme har været omtalt af medierne, som kaldt ham en "højt respekteret Kreml-ekspert" og "en af MI6s største russiske specialister". Andrew Wood, den tidligere britiske ambassadør i Moskva, har givet sit samtykke til Steeles omdømme. Han betragter Steele som en "meget kompetent professionel operatør ... Jeg tager rapporten alvorligt. Jeg synes ikke, den er helt upålidelig." Han sagde også, at "rapportens centrale beskyldning - om, at Trump og Ruslands ledelse kommunikerede via hemmelige tilbage-kanaler under præsidentkampagnen - var fremtrædende plausibel". FBI-efterforskere behandler angiveligt Steele "som en peer", hvis erfaring som en betroet Rusland-ekspert har indbefattet hjælp til justitsministeriet, de britiske premierministre og mindst en amerikansk præsident, og det var Steele som afsløret korruption på FIFA.
Medierne, USA's efterretningsfællesskab, og de fleste eksperter har behandlet rapporten med forsigtighed fordi den indeholder mange ubekræftede beskyldninger, mens Trump har fordømt hele rapporten som falske nyheder.
Kommentator Jonathan Chait har skrevet at efterhånden som "tiden går, er flere og flere af de påstande, Steele først har rapporteret, blevet båret ud", hvor mainstream-medierne "behandler [rapporten] som sladder", efterretningsfællesskabet "tager det alvorligt", og FBI undersøgte hver linje i rapporten og talte med to af Steeles kilder. Mueller-rapporten (en), et resumé af konklusionerne fra Special Counsel-undersøgelse om russisk indblanding i valget i USA i 2016, indeholdt overfladiske referencer til nogle af rapportens beskyldninger, men kun lidt om de få sensationelle påstande.
Nogle aspekter af rapporten er bekræftet, især dens vigtigste påstande, at Rusland og Putin forsøgte at støtte Trump og skade Clinton, og at mange af Trump-kampagnemedlemmerne holdt adskillige hemmelige møder med russiske agenter (en). Alligevel er en stor del af rapporten ikke verificeret og én påstand blev afvist af Mueller-rapporten. Russiske efterretningsbureauer har forsøgt at skabe tvivl om ægtheden af rapporten.
I modsætning til gentagne påstande fra Trump, Fox News, og mange af hans tilhængere, var rapporten ikke drivkraften for åbningen af FBIs Operation Crossfire Hurricane undersøgelse (en) af den russiske indblanding i præsidentvalget 2016.